# 拉阿古达新镇
比拉诺瓦德拉古达，是西班牙加泰罗尼亚莱里达省的一个市镇。 总面积54平方公里，总人口267人（2001年），人口密度5人/平方公里。